# JRA賞特別賞
JRA賞特別賞（ジェイアールエーしょうとくべつしょう）とは、日本中央競馬会 (JRA) が設けている年度表彰・JRA賞の1つである。ただし毎年表彰されるものではなく、該当年度中に特別に表彰すべき対象が存在する場合に臨時に設けられる。おもな授賞対象は競走馬であるが、年度中に顕著な記録を達成した人物にもまれに贈られる。
特別賞としての前身は、優駿賞時代の1973年の大衆賞として受賞したハイセイコーである。その後、1978年にマスコミ賞としてテンポイント、1982年にドリーム賞のモンテプリンスらがいる。1983年にアンバーシャダイに与えられたときに初めて特別賞という名称が用いられた。以後、1987年にJRA賞に受け継がれている。2004年のコスモバルクのときに限り特別敢闘賞という副題がついている。

## 歴代受賞馬・受賞者

### 競走馬
馬齢は2000年以前まで旧表記。

#### 優駿賞時代
1973年は大衆賞、1978年はマスコミ賞、1982年はドリーム賞。
| 年     | 受賞馬           | 性齢         | 年度成績 （主な勝ち鞍）                             | 選考理由                                         | 生産者       | 調教師     | 馬主             | 騎手     |
| ------ | ---------------- | ------------ | --------------------------------------------------- | ------------------------------------------------ | ------------ | ---------- | ---------------- | -------- |
| 1973年 | ハイセイコー     | 牡4          | 8戦4勝 スプリングステークス、弥生賞、皐月賞、NHK杯  | アイドルホースとして、クラシック戦線で活躍       | 武田牧場     | 鈴木勝太郎 | ホースマンクラブ | 増沢末夫 |
| 1978年 | テンポイント     | 死亡 （牡6） | 1戦0勝                                              | 日本経済新春杯での故障から死亡までの報道に対して | 吉田牧場     | 小川佐助   | 高田久成         | 鹿戸明   |
| 1982年 | モンテプリンス   | 牡6          | 5戦3勝 東京新聞杯、天皇賞（春）、宝塚記念           | 無冠の帝王を返上する八大競走制覇（天皇賞（春）） | 杵臼斉藤牧場 | 松山吉三郎 | 毛利喜八         | 吉永正人 |
| 1983年 | アンバーシャダイ | 牡7          | 6戦2勝 アメリカジョッキークラブカップ、天皇賞（春） | 5度目にして天皇賞の制覇                          | 社台ファーム | 二本柳俊夫 | 吉田善哉         | 加藤和宏 |

#### JRA賞時代
2004年のみ「特別賞（特別敢闘賞）」。
| 年     | 受賞馬             | 性齢         | 年度成績 （主な勝ち鞍）                                                             | 選考理由                                                                                    | 生産者                                                        | 調教師   | 馬主                             | 騎手                |
| ------ | ------------------ | ------------ | ----------------------------------------------------------------------------------- | ------------------------------------------------------------------------------------------- | ------------------------------------------------------------- | -------- | -------------------------------- | ------------------- |
| 1989年 | オグリキャップ     | 牡5          | 6戦3勝 オールカマー、毎日王冠、マイルチャンピオンシップ                             | マイルCSでレコード勝ちした翌週に、連闘したジャパンカップで世界レコードと同タイムでの2着など | 稲葉不奈男                                                    | 瀬戸口勉 | 近藤俊典                         | 南井克巳            |
| 1993年 | トウカイテイオー   | 牡6          | 1戦1勝 有馬記念                                                                     | 前年度の有馬記念以来の出走での優勝                                                          | 長浜牧場                                                      | 松元省一 | 内村正則                         | 田原成貴            |
| 1995年 | ライスシャワー     | 死亡 （牡7） | 4戦1勝 天皇賞（春）                                                                 | 天皇賞（春）での奇跡の復活と宝塚記念の事故                                                  | ユートピア牧場                                                | 飯塚好次 | 栗林英雄                         | 的場均              |
| 1998年 | サイレンススズカ   | 死亡 （牡5） | 7戦6勝 中山記念、小倉大賞典、金鯱賞、宝塚記念、毎日王冠                             | 天皇賞（秋）で故障するまで圧倒的な逃げでの6連勝                                             | 稲原牧場                                                      | 橋田満   | 永井啓弍                         | 武豊 南井克巳       |
| 1999年 | グラスワンダー     | 牡5          | 5戦4勝 京王杯スプリングカップ、毎日王冠、宝塚記念、有馬記念                         | 両グランプリ制覇                                                                            | フィリップ・スレーシング・パートナーシップ&ジョンフィリップス | 尾形充弘 | 半沢（有）                       | 的場均              |
| 1999年 | スペシャルウィーク | 牡5          | 8戦5勝 アメリカジョッキークラブカップ、阪神大賞典、天皇賞（春・秋）、ジャパンカップ | 天皇賞春秋連覇                                                                              | 日高大洋牧場                                                  | 白井寿昭 | 臼田浩義                         | 武豊                |
| 2001年 | ステイゴールド     | 牡7          | 7戦3勝 日経新春杯、ドバイシーマクラシック、香港ヴァーズ                             | 日本産馬初の海外国際G1レース優勝                                                            | 白老ファーム                                                  | 池江泰郎 | （有）社台レースホース           | 武豊                |
| 2004年 | コスモバルク       | 牡3          | 8戦3勝 弥生賞、北海優駿、セントライト記念                                           | 地方馬ながら皐月賞・ジャパンカップ2着などの活躍                                             | 加野牧場                                                      | 田部和則 | 岡田美佐子                       | 五十嵐冬樹          |
| 2007年 | ウオッカ           | 牝3          | 8戦3勝 チューリップ賞、東京優駿                                                     | 64年ぶりの牝馬のダービー制覇                                                                | カントリー牧場                                                | 角居勝彦 | 谷水雄三                         | 四位洋文            |
| 2007年 | メイショウサムソン | 牡4          | 6戦3勝 産経大阪杯、天皇賞（春・秋）                                                 | 天皇賞春秋連覇                                                                              | 林孝輝                                                        | 高橋成忠 | 松本好雄                         | 石橋守 武豊         |
| 2009年 | カンパニー         | 牡8          | 7戦4勝 中山記念、毎日王冠、天皇賞・秋、マイルチャンピオンシップ                     | 8歳馬として史上初の平地競走GI制覇                                                           | ノーザンファーム                                              | 音無秀孝 | 近藤英子                         | 横山典弘            |
| 2016年 | モーリス           | 牡5          | 5戦3勝 チャンピオンズマイル、天皇賞・秋、香港カップ                                 | 香港での2勝を含むGIレース3勝の活躍                                                          | 戸川牧場                                                      | 堀宣行   | 吉田和美                         | J.モレイラ R.ムーア |
| 2020年 | クロノジェネシス   | 牝4          | 5戦3勝 宝塚記念、有馬記念                                                           | 両グランプリ制覇                                                                            | ノーザンファーム                                              | 斉藤崇史 | （有）サンデーレーシング         | 北村友一            |
| 2023年 | ウシュバテソーロ   | 牡6          | 5戦4勝 川崎記念、ドバイワールドC、東京大賞典                                        | ダートコース施行のドバイワールドCを日本馬として初めて制覇 東京大賞典連覇など                | 千代田牧場                                                    | 高木登   | 了徳寺健二ホールディングス（株） | 横山和生 川田将雅   |
| 2024年 | フォーエバーヤング | 牡3          | 6戦4勝 ジャパンダートクラシック、東京大賞典                                         | 国内外で重賞4勝 ケンタッキーダービー、BCクラシックで3着                                     | ノーザンファーム                                              | 矢作芳人 | 藤田晋                           | 坂井瑠星            |

### 人物
| 年     | 受賞者   | 職業   | 受賞理由 |
| ------ | -------- | ------ | --- |
| 1994年 | 南井克巳 | 騎手   | 中央競馬史上初の年間GI5勝 |
| 2007年 | 武豊     | 騎手   | 中央競馬初の3000勝を達成 |
| 2013年 | 武豊     | 騎手   | 中央競馬初の3500勝を達成 史上初のGI100勝を達成 東京優駿5勝目を達成                                                                                                  |
| 2016年 | 熊沢重文 | 騎手   | 長年に亘る平地・障害双方での活躍 |
| 2018年 | 武豊     | 騎手   | 中央競馬通算4000勝という前人未到の大記録を打ち立てた功績を評価 |
| 2020年 | 藤沢和雄 | 調教師 | 史上2人目となるJRA通算1,500勝という記録を達成した功績を評価 |
| 2022年 | 柴田善臣 | 騎手   | 中央競馬の発展および畜産業の振興に多大なる貢献を果たした功績が認められ、JRA現役騎手として史上初となる黄綬褒章を受章 JRA史上最年長勝利記録を達成したことの功績を評価 |
| 2024年 | 武豊     | 騎手   | JRA現役騎手として2人目となる黄綬褒章を受賞 中央競馬初の4500勝を達成                                                                                                 |